# Directeur de la délégation à l'information et à la communication de la défense
Le directeur de la délégation à l'information et à la communication de la défense est depuis 1998 un directeur d'administration centrale du ministère des Armées français, dont il est le porte-parole.

## Liste des directeurs
| Portrait | Qualité au moment de la nomination                           | Délégué                  | Date de prise de poste et décret de nomination | Date de prise de poste et décret de nomination | Durée            |
| -------- | ------------------------------------------------------------ | ------------------------ | ---------------------------------------------- | ---------------------------------------------- | ---------------- |
|          | Administrateur civil hors classe                             | Jean-François Bureau (d) | 29 juillet 1998                                | ,                                              | 9 ans, 4 jours   |
|          | Administrateur civil hors classe                             | Laurent Teisseire        | 2 août 2007                                    | ,                                              | 4 ans, 73 jours  |
|          | ...                                                          | ...                      | ...                                            |                                                |                  |
|          | Journaliste, porte-parole du ministère de l'Intérieur        | Gérard Gachet            | 5 janvier 2012                                 | [ 5 ]                                          | 203 jours        |
|          | Cadre supérieur d'EDF                                        | Philippe Germain         | 26 juillet 2012                                | [ 7 ]                                          | 231 jours        |
|          | Directeur de la communication d'Airbus                       | Pierre Bayle             | 14 mars 2013                                   | [ 9 ]                                          | 3 ans, 79 jours  |
|          | Vice-présidente de l'agence TBWA                             | Valérie Lecasble         | 14 mars 2013                                   | [ 10 ]                                         | 2 ans, 153 jours |
|          | Directrice adjointe du Service d'information du Gouvernement | Yasmine-Eva Fares Emery  | 1er novembre 2018                              | [ 12 ]                                         | 3 ans, 142 jours |
|          | Général de division, DICOD adjoint                           | Yann Gravêthe (a. i.)    | 23 mars 2022                                   | [ 13 ]                                         | 2 ans, 356 jours |
|          | Fondatrice de l'agence de communication O2P                  | Olivia Penichou          | 17 avril 2023                                  | [ 14 ]                                         | En cours         |

## Liste des porte-paroles du ministère des Armées
| Portrait | Qualité au moment de la nomination | Porte-parole    | Date de prise de poste et arrêté de nomination | Date de prise de poste et arrêté de nomination | Date de cessation des fonctions et arrêté de nomination |
| -------- | --- | --------------- | ---------------------------------------------- | ---------------------------------------------- | ------------------------------------------------------- |
|          | Ingénieur en chef de l’armement, était précédemment conseiller pour les affaires industrielles de la ministre des Armées, Florence Parly. | Hervé Grandjean | 1er janvier 2021                               | [ 15 ]                                         | 18 mai 2022                                             |